# فرناندو برنال
فرناندو برنال (اسپانیایی: Fernando Bernal‎؛ زادهٔ ۷ مهٔ ۱۹۴۱) [وزنه‌بردار]] اهل کوبا بود. وی در بازی‌های المپیک تابستانی ۱۹۷۲ شرکت کرده‌است.